# Ichraf Saïed
Ichraf Saïed (arabe : إشراف سعيد), née Ichraf Chebil (arabe : إشراف شبيل) en 1973 à Sfax, est une magistrate tunisienne connue pour être l'épouse de Kaïs Saïed et de ce fait la Première dame de Tunisie depuis le 23 octobre 2019, à la suite de l'élection de son époux à la présidence de la République. Elle est la neuvième Première dame du pays et la cinquième de l'après révolution.

## Biographie
Ichraf Saïed est née à Sfax, mais sa famille est originaire de Téboulba, une ville côtière du Sahel tunisien dans le gouvernorat de Monastir. Son père Mohamed Chebil a été un juge à la cour d'appel de Tunis. Elle est la petite-fille d'Ali Chebil, considéré comme un saint dans la région de Téboulba.
Elle effectue ses études à Sousse, d'abord à l'école française de Sousse puis au lycée Tahar-Sfar. Après avoir obtenu son baccalauréat, elle se spécialise en droit à la faculté de droit et des sciences politiques de l'université de Sousse. Elle est titulaire d'un  diplôme en études supérieures en sciences criminelles de l'Institut supérieur de la magistrature et devient, par la suite, conseillère auprès de la cour d'appel et vice-présidente du tribunal de première instance de Tunis.
Elle rencontre son futur mari, Kaïs Saïed, alors qu'elle est étudiante en droit à Sousse et lui enseignant de droit constitutionnel. Une histoire d'amour, précisent-ils l'un et l'autre, et non un mariage arrangé par la famille,. « Tout l'entourage de Kais Saïed est moderniste et j'en fais partie et ni sa femme, ni sa fille ne sont voilées, sans compter que sa femme est magistrate », peut-on lire dans une publication de Kaïs Karoui, un proche de Kaïs Saïed,. Le couple a trois enfants : Amrou, Sarah et Mouna.
Sa première apparition en tant que Première dame a lieu le jour de l'accession de son mari à la présidence de la République, lors de la réception au palais présidentiel de Carthage. Elle annonce quelques jours plus tard qu'elle se met, par respect de l'indépendance de la magistrature, en retraite de sa fonction de magistrate, sans salaire mensuel, et ce pour une période de cinq ans, la durée du mandat de son époux.
Si elle apparaît publiquement à quelques occasions, par exemple le 13 août 2020 lors de la fête nationale de la femme ou le 3 juin 2021 avec le couple royal de Belgique, elle reste rare dans les médias, une discrétion qui tranche avec les anciennes épouses de chefs d'État tunisiens,. 
En septembre 2020, le président du Conseil supérieur de la magistrature, Youssef Bouzakher, affirme sur Shems FM qu'elle continue à exercer son métier, contrairement à ce qui était prévu en début de mandat. Promue juge de troisième grade et affectée à la cour d'appel de Sfax, ce qu'elle refuse, un communiqué du Conseil de l'ordre judiciaire précise en novembre qu'elle serait nommée au Centre d'études juridiques et judiciaires de Tunis.